# アクア・ベルバ

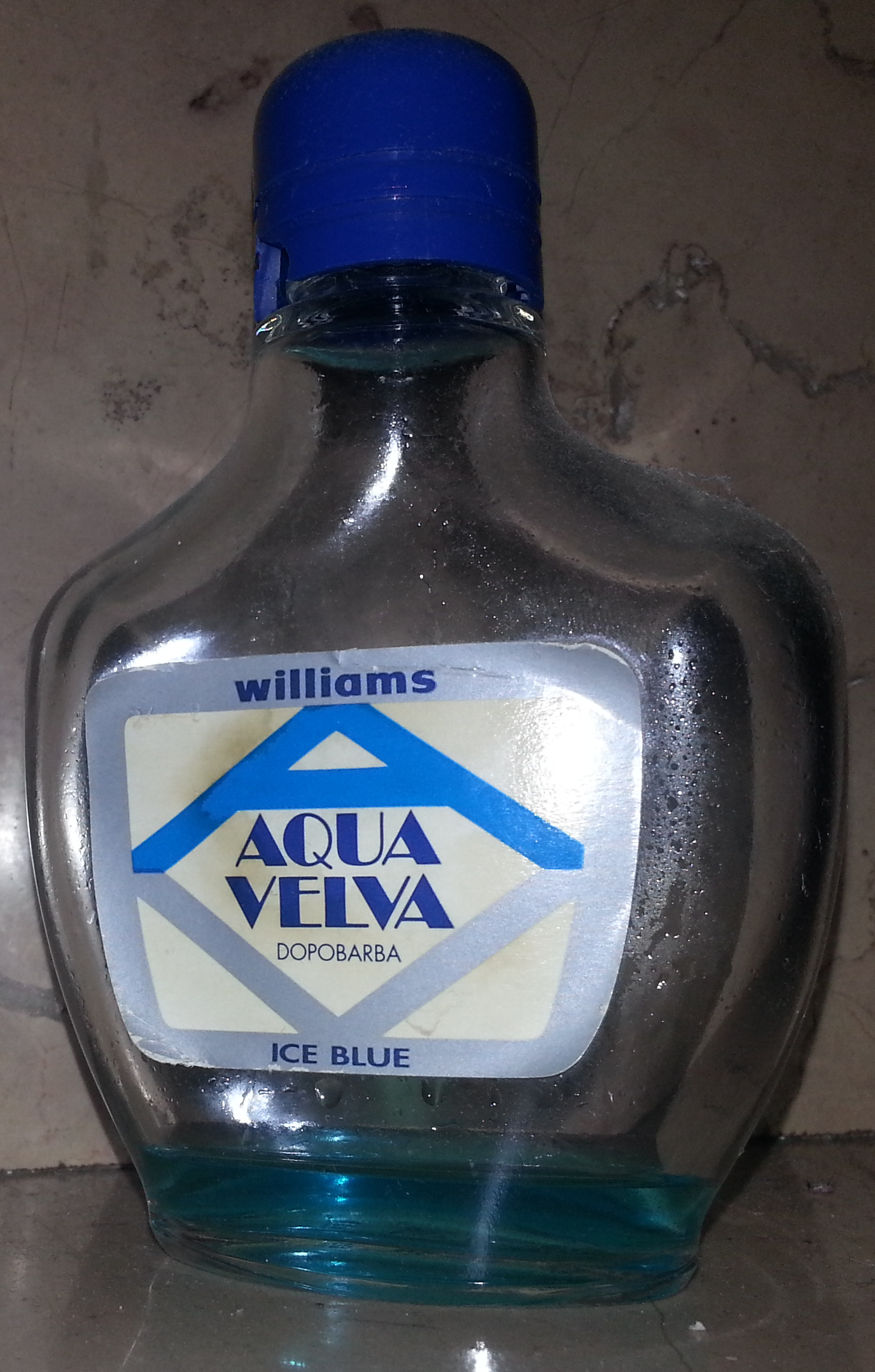
Williams - Aqua Velva - Ice Blue。イタリアで使用されているもの。100ml のガラス瓶に青い液体が少しだけ残されている。

アクア・ベルバ（Aqua Velva）は、男性化粧品の商品群のブランドのひとつ。
特にアフターシェーブローションがよく広告されているが、もともとは1929年にJBウィリアムズ社（the JB Williams Company：後にグラクソ・スミスクラインが買収）が、アルコールをベースとした男性用のマウスウォッシュ（洗口液）の銘柄として用いたものであった。

## 概要
2009年現在、このブランドの商品は、クーム社 (Combe Incorporated) が世界中で販売している。アクア・ベルバの製品には、クラシック・アイス・ブルー (Classic Ice Blue)、アイス・スポート (Ice Sport)、ムスク (Musk) や、カナダだけで販売されている緑色のオリジナル・スポート (Original Sport) などの種類がある。
2010年2月1日から、クーム社はすべてのアクア・ベルバ製品を、プラスチックの「Shatterproof」ボトル（割れても砕けない瓶）で供給している。それまでは、伝統的なガラス瓶が用いられていた。この変更は、消費者からの要望に基づくもので、新しいプラスチック容器には、従来通り、成分も変わらない製品が入っているとされている
常盤新平は、翻訳していた作品中にこの商品名が登場したエピソードに言及する中で、アクア・ベルバが「安物」であり「このアフターシェーヴはアメリカでも一番安い男性化粧品だろう」と述べた。

## カクテルの名称への転用
アクア・ベルバは、同じような色合いのカクテル（en:Aqua Velva (cocktail)）の名称にもなっている。このカクテルの名称のについては、もともと第二次世界大戦中に、水兵たちがアルコールを含有していたアクア・ベルバ製品を飲んでいたのではないかという推測も踏まえた命名とされている。